# Harbor of Shanghai
Pour plus de détails, voir Fiche technique et Distribution.
Harbor of Shanghai est un film américain muet et en noir et blanc sorti en 1901. Il fait partie d'une série de films intitulées Shanghai, China.

## Synopsis
Le film présente une vue panoramique du port de Shanghai.

## Fiche technique
- Titre : Harbor of Shanghai
- Autre titre : Panorama of Shanghai from Tug
- Réalisation :
- Photographie : Robert K. Bonine
- Société de production : American Mutoscope & Biograph
- Pays :  États-Unis
- Genre : Documentaire
- Durée : 26 / 146 pieds
- Dates de sortie : 
  -  États-Unis : 24 octobre 1901